# Saarikas
Saarikas är en sjö i kommunen Äänekoski i landskapet Mellersta Finland i Finland. Den är 5 meter djup. Arean är 39 hektar och strandlinjen är 4,32 kilometer lång. Sjön  ingår i Kymmene älvs huvudavrinningsområde.   Den ligger omkring 42 kilometer norr om Jyväskylä och omkring 280 kilometer norr om Helsingfors. 